# Carnicero
De Carnicero is een berg in Peru. De berg heeft een hoogte van 5960 meter.
De Carnicero is onderdeel van de Cordillera Huayhuash, dat weer deel uitmaakt van het Andesgebergte.